# Deus Ex: Mankind Divided
Deus Ex: Mankind Divided es un videojuego de rol, sigilo y acción en primera persona desarrollado por Eidos Montreal y distribuido por Square Enix. Es el quinto videojuego de la serie Deus Ex y la secuela de Deus Ex: Human Revolution. También es una precuela del videojuego Deus Ex. Su fecha de lanzamiento estaba prevista para el 23 de febrero de 2016 para PlayStation 4, Xbox One y Microsoft Windows. Pero finalmente se estrenó el 23 de agosto del mismo año. Más adelante, la compañía inglesa Feral Interactive publicó el título en sistemas Linux y macOS. Actualmente, el título está disponible en todas sus versiones.
El juego tiene lugar en el año 2029, dos años después de los eventos de Human Revolution. En un futuro distópico con temática ciberpunk, Adam Jensen hará uso de sus aumentos y habilidades para combatir una nueva amenaza terrorista orquestada por los Iluminati. La historia del juego explora temas como el transhumanismo, la discriminación y recurre nuevamente al mundo de las teorías de conspiración.
Deus Ex: Mankind Divided recibió críticas positivas, particularmente, por su historia, jugabilidad, ambientación, aspectos visuales y el modo Breach. Sin embargo, los críticos destacaron algunos aspectos negativos, sobre todo, por su corta duración, por ser muy "conservador" en comparación con su predecesor y por algunos problemas técnicos. El título fue nominado a Mejor Juego de Rol en The Game Awards 2016.

## Sistema de Juego
Deus Ex: Mankind Divided nos pone en la piel de Adam Jensen, exjefe de seguridad de Sarif Industries y protagonista del juego. Al igual que su predecesor, Mankind Divided combina acción en primera y tercera persona, con elementos característicos de un juego de rol. Siguiendo la línea de Human Revolution, el juego se ambienta en una época futurista y abarca una nueva forma de apartheid entre los humanos y los aumentados. 
Con la ayuda de los paquetes Praxis, el jugador podrá aumentar las habilidades cibernéticas de Jensen y hacer uso de ellas para completar objetivos. También podrá interactuar con personajes no jugables y completar objetivos secundarios. El jugador tendrá libertad de completar las misiones, tanto principales como secundarias, de distintas formas, ya sea mediante el uso de la fuerza o no. También habrá rutas alternativas que le permitirán al jugador avanzar de nivel o completar objetivos. Sobre todo, las herramientas de pirateo serán indispensables, por lo que el jugador podrá hacer uso de ellas para conseguir información adicional en el entorno y hackear componentes electrónicos.
En cuanto al combate, el jugador podrá incapacitar a los enemigos haciendo uso del aumento Tesla o "Sistema de Descarga Eléctrica Dirigida", el cual permite lanzar descargar eléctricas. Adicional a ello, el jugador podrá personalizar las armas y mejorar los aumentos de Jensen. En esta entrega, Jensen posee la armadura Titán, un aumento de blindaje que lo protege de cualquier daño. También estará disponible el aumento Ícaro, el cual le permite al jugador caer desde grandes alturas sin sufrir daño alguno y el aumento de invisibilidad Glass Shield, el cual será más prolongado y efectivo.

## Sinopsis
Después de lo ocurrido en la instalación Pancaya en el Polo Norte, Adam Jensen vive en un mundo dividido en el que se odia y teme a los humanos aumentados. Haciendo uso de sus influencias, los Iluminati pretenden desprestigiarlos por todo el mundo. Como resultado, los aumentados son confinados a vivir en guetos controlados por las fuerzas de seguridad públicas. Para controlar el orden social, los Iluminati promueven una ley contra los aumentados llamada "La Ley de Restauración Humana". Para asegurar la aprobación de dicha ley, los Iluminati organizan varios ataques terroristas y hacen responsable a los aumentados a través de los medios de comunicación.
Jensen está convencido de que los Iluminati están implicados en los acontecimientos así que se une al "GO29" (Grupo de Operaciones 29), un grupo antiterrorista financiado por la Interpol, para atrapar a los terroristas. Secretamente, Jensen también trabaja con el "Colectivo Jaggernaut", un grupo de piratas informáticos que quiere enfrentar a los Iluminati. 

### Argumento
Dos años después de los eventos ocurridos en Human Revolution, Adam Jensen se une al GO29. Jensen participa en una operación en Dubái para capturar a un conocido traficante de armas pero la operación se complica cuando un grupo misterioso de aumentados con máscaras doradas intenta robar el cargamento. Por suerte, Jensen logra neutralizar a los aumentados y recuperar el cargamento. 
Poco después de lo sucedido, los cinco miembros del consejo Iluminati (Volkard Rand, Morgan Everett, Lucius DeBeers, Robert Page y Elizabeth DuClare) se reúnen para debatir la aprobación de la Ley de Restauración Humana. Para conseguir los resultados esperados, DeBeers le pide Robert Page que se encargue de todo.
Una semana después, Jensen se dirige a Praga para reunirse con Alexa Vega, miembro del Colectivo Juggernaut. A través de ella, Jensen establece contacto con el Colectivo para averiguar más sobre los Iluminati y su participación en las recientes operaciones secretas del GO29. Alexa le sugiere que instale un chip espía en el sistema de comunicaciones del GO29 para saber qué está pasando. En ese momento, una bomba estalla en la estación de trenes y el lugar queda sumido en un caos. Ambos sobreviven pero los aumentos de Jensen sufren daños. Dos días después del atentado, Jensen consigue la ayuda de Koller para reparar sus aumentos. Pero Jensen descubre aumentos experimentales implantados en su cuerpo que no fueron instalados por Sarif Industries. Jensen cree que, después del incidente en Pancaya, los aumentos fueron implantados en algún momento de los dos años que estuvo en coma. 
Siguiendo las instrucciones del Colectivo, Jensen se dirige a la sede del GO29, instala el chip espía en la base y se reúne con el director de operaciones Jim Miller. Siguiendo sus indicaciones, Jensen recupera las evidencias de la explosión que ocurrió en la estación de trenes de Praga y se las entrega al GO29 para que las examinen. Luego, Jensen se reúne de nuevo con Vega y descubre que los Iluminati usan al GO29 para culpar a la "ARC" (Coalición de los Aumentados) de los ataques terroristas recientes. Como era de esperar, Miller envía a Jensen a buscar a Talos Rucker, líder de la ARC, para traerlo a la base e interrogarlo. Jensen se infiltra en un gueto en las afueras de Praga y sostiene una conversación con Rucker. Éste afirma que la Coalición es de carácter pacífico y que sus acciones no son radicales. Para apoyar su argumento, Rucker le revela a Jensen que existe un posible traidor dentro la Coalición que los está incriminando. Pero la conversación se interrumpe cuando Rucker fallece de repente, lo que obliga a Jensen a escapar del gueto. Con el fracaso de la misión, Viktor Marchenko se convierte en el nuevo líder de la Coalición.
De vuelta a Praga, Jensen recibe una nueva pista sobre el atentado, las cuales indican que las bombas fueron fabricadas por Allison Stanek, una exmilitar que se encuentra desaparecida. Al mismo tiempo, Jensen se infiltra en la oficina del director Miller y accede a las grabaciones virtuales para saber quiénes son los responsables de los recientes acontecimientos. En las grabaciones, Jensen observa a Joseph Manderley, quien le pide a Miller que culpe a la ARC de todos los atentados terroristas, además de uno que tendrá lugar en el futuro. Cuando Miller se va, Manderley se comunica con alguien más y aparece otro hombre en la sala. Este hombre autoriza el asesinato de Talos Rucker usando el "Orchid" y, así, proteger la identidad de su agente encubierto en la ARC.
Después de saber todo esto, Jensen le envía la grabación a Jano, líder del Colectivo Jaggernaut, y contacta con él. Éste le comunica que Robert Page, propietario de VersaLife Corporation, es el otro hombre con el que hablaba Manderley. Para saber más sobre el Orchid, Jano le pide que acceda a la bóveda de un banco que tiene conexiones con VersaLife en Praga. Al mismo tiempo, Jensen recibe información sobre el paradero de Allison Stanek. A partir de este punto, Jensen tiene dos opciones: salvar a Stanek de una muerte segura e interrogarla o entrar al banco y robar las pruebas antes de que las destruyan. Dependiendo de la decisión que tome, el resultado lo llevará a una instalación de investigación llamada GARM, en los Alpes suizos.
Al llegar a la instalación, Jensen es emboscado por Marchenko y los aumentados de máscaras doradas. Marchenko le inyecta el Orchid, seguro de que Jensen morirá en cuestión de segundos. Pero Jensen sobrevive, siendo inmune a los efectos del Orchid, y escapa de la instalación. Esto confirma a Jensen de que Marchenko es el agente encubierto de los Iluminati en la ARC. De regreso a la sede del GO29, la ley marcial ha caído sobre Praga debido al motín de los aumentados por la muerte de Talos Rucker. A pesar del peligro, Jensen se reúne con Vega, dándole la muestra del Orchid para que la examine. Mientras estuvo inconsciente en la instalación GARM, Jensen escuchó que Marchenko quería contrabandear un cargamento ilegal. Por lo tanto, Jensen investiga la conexión entre Marchenko y una organización dedicada al contrabando llamada "Dvali" y descubre que el cargamento ilegal se enviará a Londres como parte de un ataque terrorista. Al reunirse de nuevo con Vega, descubre que el Orchid es un arma biológica y que Marchenko planea usarla en Londres. Ambos llegan a la conclusión de que el plan de los Iluminati es que se apruebe la Ley de Restauración Humana para tener control absoluto sobre los humanos aumentados. Para ello, deben eliminar a Nathaniel Brown y a los representantes de la ONU que se oponen a dicha Ley. Al avisar a Miller del posible ataque en Londres, el GO29 organiza los preparativos para impedirlo.
Dos días después, el GO29 llega a la convención de Londres. Jensen y Miller tratan de proteger a Brown y a los representantes. Pero descubren que los hombres de Marchenko ya están en el edificio, infiltrados en las fuerzas de seguridad de la convención. Para asesinar a Brown y a los demás, Marchenko usará el Orchid durante la convención. Marchenko también ha colocado explosivos en los conjuntos residenciales cercanos de la convención como plan de emergencia y le pide a Jensen que se reúna con él lo antes posible o detonará las bombas. A partir de este punto, Jensen puede tomar diferentes decisiones que dará como resultado varios finales. Los finales también dependen de las decisiones que ha tomado en el transcurso de la historia.
En la convención, Miller es atacado por los agentes de Marchenko y le obligan a beber un champán envenenado con el Orchid. Si Jensen consiguió los datos de la bóveda de VersaLife en Praga, puede salvarlo utilizando un antídoto. Por otro lado, si Jensen salvó a Allison Stanek, ella le dará información para desactivar las bombas y salvar a los civiles en los conjuntos residenciales. Si Jensen tarda demasiado en reunirse con Marchenko, éste detonará los explosivos. Además, si Jensen advierte a Brown y a los miembros de la ONU sobre el champán envenenado, sobrevivirán. Pero si no les advierte, morirán a consecuencia del veneno. Jensen se reúne con Marchenko y se enfrentan. Después de vencerlo, Jensen puede arrestarlo o matarlo. La consecuencia general de todos los posibles finales, es que los medios de comunicación, controlado por los Iluminati, consideran oficialmente a la ARC como una organización terrorista. De vuelta en Praga, Jensen y Vega deciden continuar trabajando juntos para desenmascarar y detener a los Iluminati. Para ello, Jensen le dice a Alexa que quiere conocer a Jano, con o sin su ayuda
En la escena postcréditos, los miembros del consejo Iluminati se reúnen de nuevo para discutir la operación fallida contra los aumentados y están conscientes de que Adam Jensen recibe la ayuda del Colectivo Jaggernaut para frustrar sus planes. Terminada la reunión, solo quedan en escena Lucius DeBeers y Elizabeth DuClare. Sin embargo, aparece en la sala Delara Auzenne, la psicóloga de Jensen y agente de los Iluminati infiltrada en el GO29. Antes de concluir la reunión, Lucius DeBeers y Delara están de acuerdo en que Jensen los ayudará a descubrir quién es Jano en realidad.